# 모던 록
모던 록(Modern rock)은 테크닉 위주의 하드록과는 다른 무정형ㆍ감수성 위주의 음악이다.
시대에 대한 냉정한 비판이나 진취적인 면모 등 록이 지니는 기본 정신은 유지하되, 여러 장르를 섞은 듯한 사운드와 규격화되지 않은 비정형성이 특징인 실험적 음악이다.
미국의 라디오 등 매체에서 브릿팝이란 용어를 대신해, 자신들이 만든 모던 록이란 용어를 사용한 것으로  90년대 중반 크게 인기를 얻었던 영국의 록 밴드의 음악이 자연스럽게 모던 록으로 불리며 하나의 록의 장르로 부상하게 된다.
80년대 이후, 포스트 펑크와 뉴웨이브 세력등을 모두 아우른다는 모던록에 대한 당시 정의도 언어의 역사성에 따라 많은 변화를 겪었다. 팝적이고 쉬운 멜로디에 징글쟁글한 기타가 어우러지는 섬세하고, 서정적 음악으로 요약되는 모던록은 이제 인디신의 주류가 되었으며, 그 결과 다수 대중은 모던록의 장르적 특징을 묻지 않게 되었다.
흔히 사용되는 "모던록"은 사실 매우 모호하고 경계가 불분명한 개념이다. 이는 당장 빌보드의 모던록 차트만을 대강 살펴봐도 알 수 있는 부분인데 이 범주에는 댄스음악, 테크노, 심지어는 월드뮤직적으로 접근하는 음악들까지 포함되고 있다. 때문에 대중음악에서 날로 강화되어가는 아날로그와 디지털이 결합되는 '하이브리드' 경향을 나타내는 개념인지도 모른다.

### 역사
모던 록은 1980년대 이후 얼터너티브 록과 인디 록 등 하위 장르의 발전과 더불어 형성되었다. 영미권 대중음악계에서는 MTV와 라디오의 영향으로 대중에게 널리 알려졌으며, 다양한 실험적 음악 요소가 결합되었다.

### 음악적 특징
모던 록은 멜로디 라인과 기타 사운드, 드럼 패턴, 보컬 스타일에서 다양성을 보이며, 전통적인 록 음악에 비해 실험적이고 개성 있는 표현을 강조한다.

### 대표 아티스트
라디오헤드, 너바나, 펄 잼 등은 모던 록을 대표하는 아티스트로, 이들의 앨범은 장르 발전에 큰 영향을 끼쳤다.

### 문화적 영향
1990년대 이후 모던 록은 청년 문화, 패션, 미디어 등 다양한 분야에 큰 영향을 미쳤으며, 대중음악의 주요 흐름 중 하나로 자리잡았다.

## 같이 보기
대한민국에서는 언니네이발관, 유앤미 블루 등이 모던락의 효시로 알려져있으며
넬, 델리 스파이스, 이승열등이 모던 록을 표방하는 대표 밴드들이다.
- 넬
- 델리 스파이스
- 언니네이발관
- 이승열
- 몽니